# Polán
Polán là một đô thị trong tỉnh Toledo, Castile-La Mancha, Tây Ban Nha. Theo điều tra dân số 2006 (INE), đô thị này có dân số là 3.758 người.

## Dân số
Dân số Polan từ năm 1996 đến 2005 nguồn từ INE.
| Năm  | Dân số |
| ---- | ------ |
| 1996 | 3.246  |
| 1998 | 3.294  |
| 1999 | 3.310  |
| 2000 | 3.306  |
| 2001 | 3.349  |
| 2002 | 3.435  |
| 2003 | 3.533  |
| 2004 | 3.523  |
| 2005 | 3.703  |
| 2006 | 3.758  |